# Блуме, Эмиль
Эмиль Блуме (нем. Emil Blume; 20 декабря 1857, Ганновер — 7 февраля 1943, Ганновер) — немецкий виолончелист.
Сын контрабасиста Ганноверской придворной капеллы Фридриха Блуме (1833—1915). Учился у своего отца, затем с 1871 года у Августа Линднера. В 1873 году в возрасте 15 лет был принят в Ганноверскую придворную капеллу, с 1896 года солист, играл в оркестре до 1910 года. В 1875 году получил звание королевского камермузыканта, в 1903 году был удостоен звания королевского камервиртуоза. Как ансамблист выступал на протяжении 15 лет в струнном квартете Георга Хенфляйна, затем в квартете Отто Риллера. Вёл также преподавательскую работу.